# Vega de Valdetronco
Vega de Valdetronco – gmina w Hiszpanii, w prowincji Valladolid, w Kastylii i León, o powierzchni 17,5 km². W 2011 roku gmina liczyła 130 mieszkańców.